# Kondapalli
Kondapalli és una ciutat de l'Índia, al districte de Kistna, estat d'Andhra Pradesh, amb una població d'uns 38.000 habitants (1881: 4.289 habitants; 1901: 4.799 habitants), i amb un fortí notable en ruïnes. És famosa per fabricar les nines de Kondapalli. Dona nom a unes muntanyes, que corren entre Nandigama i Vijayawada durant uns 24 km, que són les muntanyes principals del districte, però la seva altura és poc important.

## Història
Fou construïda per la dinastia Reddi de Kondavir vers 1360. Va passar després als reis d'Orissa als que els va prendre el 1471 el sultà bahmànida Muhammad Shah Bahman; el 1477 la guarnició es va revoltar i els bahmànides la van reconquerir però al segle xvi estava altre cop en mans del rei d'Orissa; vers el 1515 fou conquerida per Krishna Raya i el 1521 per Sultan Kuli Kutab Shah. Es va rendir a les forces de l'emperador Aurangzeb el 1687. El 1724 va quedar en mans del nizam d'Hyderabad. El 10 de març de 1766 fou pressa a l'assalt pel general Caillaud. Més tard hi va haver una petita guarnició britànica que es va retirar el 1859.